# Rue Saint-Vallier
La rue Saint-Vallier est une rue située à Québec. Elle traverse les quartiers centraux de Saint-Sauveur et Saint-Roch. C'est l'un des plus anciens axes routiers de la ville.

## Situation et accès
Avec le boulevard Charest, la rue Saint-Vallier est l'une des deux artères permettant de traverser la Basse-Ville de Québec d'est en ouest. Croisant le boulevard Charest à mi-parcours, elle est beaucoup plus sinueuse et aussi étroite que celui-ci. Elle a une longueur d'environ 4,4 km.
Débutant à l'est à la jonction de l'avenue Saint-Sacrement, elle croise notamment la rue Marie-de-l'Incarnation, le boulevard Charest et le boulevard Langelier, la rue Dorchester, la rue de la Couronne, passe en-dessous l'autoroute Dufferin-Montmorency et termine finalement sa course à l'ouest près de l'Îlot des Palais.
Le boulevard Langelier sépare la rue en deux parties : rue Saint-Vallier Ouest et rue Saint-Vallier Est.

## Origine du nom
Son nom rend hommage à Jean-Baptiste de La Croix de Chevrières de Saint-Vallier, deuxième évêque de Québec entre 1687 et 1727.

## Historique
La rue est héritière du « chemin de Lorette », construit au XVIIe siècle et son nom actuel lui a été attribué au XVIIIe siècle. Cet ancien segment du chemin du Roy reliait la cité de Québec à la mission huronne de Lorette en passant par les abords de la rivière Saint-Charles. Le 1er avril 1918, durant les émeutes de la conscription à Québec, la foule est fusillée à une intersection de la rue Saint-Vallier (46° 48′ 41″ N, 71° 14′ 00″ O), faisant quatre morts. Un monument installé en 1998 commémore l'événement.
À la fin des années 2010, la Ville de Québec s'intéresse à un réaménagement potentiel de la rue entre le boulevard Charest et la rue Marie-de-l'Incarnation, incluant un verdissement et des aménagements conviviaux,. En 2020-2021, une partie de la rue Saint-Vallier Ouest devient piétonne durant l'été. En 2022, elle devient à sens unique entre les rues Saint-Joseph et Saint-Ambroise afin de laisser davantage de place aux terrasses.
En 2024, il est annoncé que la rue devient à sens unique dans Saint-Sauveur, ce qui crée du mécontentement.

## Galerie

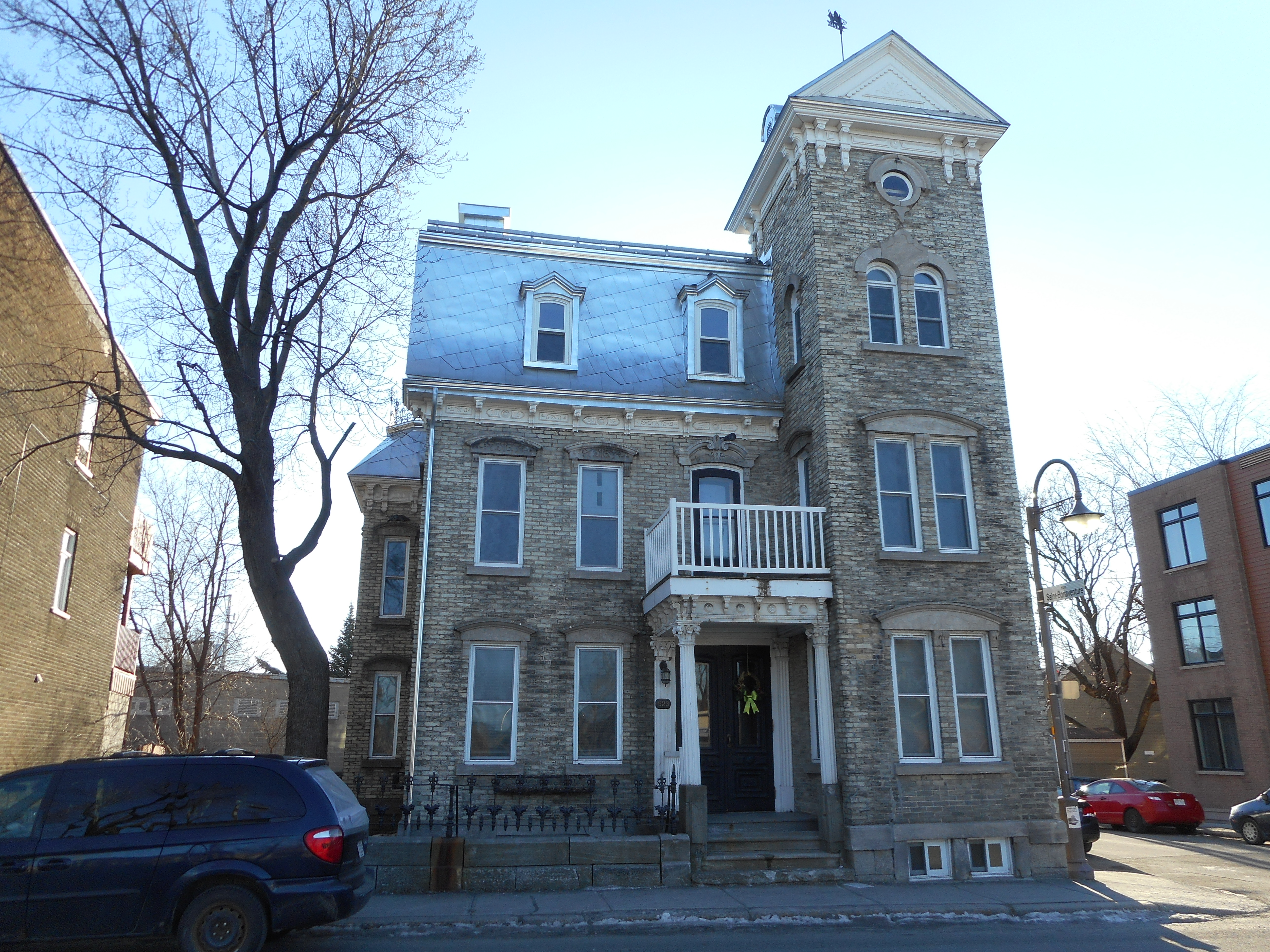
523, rue Saint-Vallier Ouest.
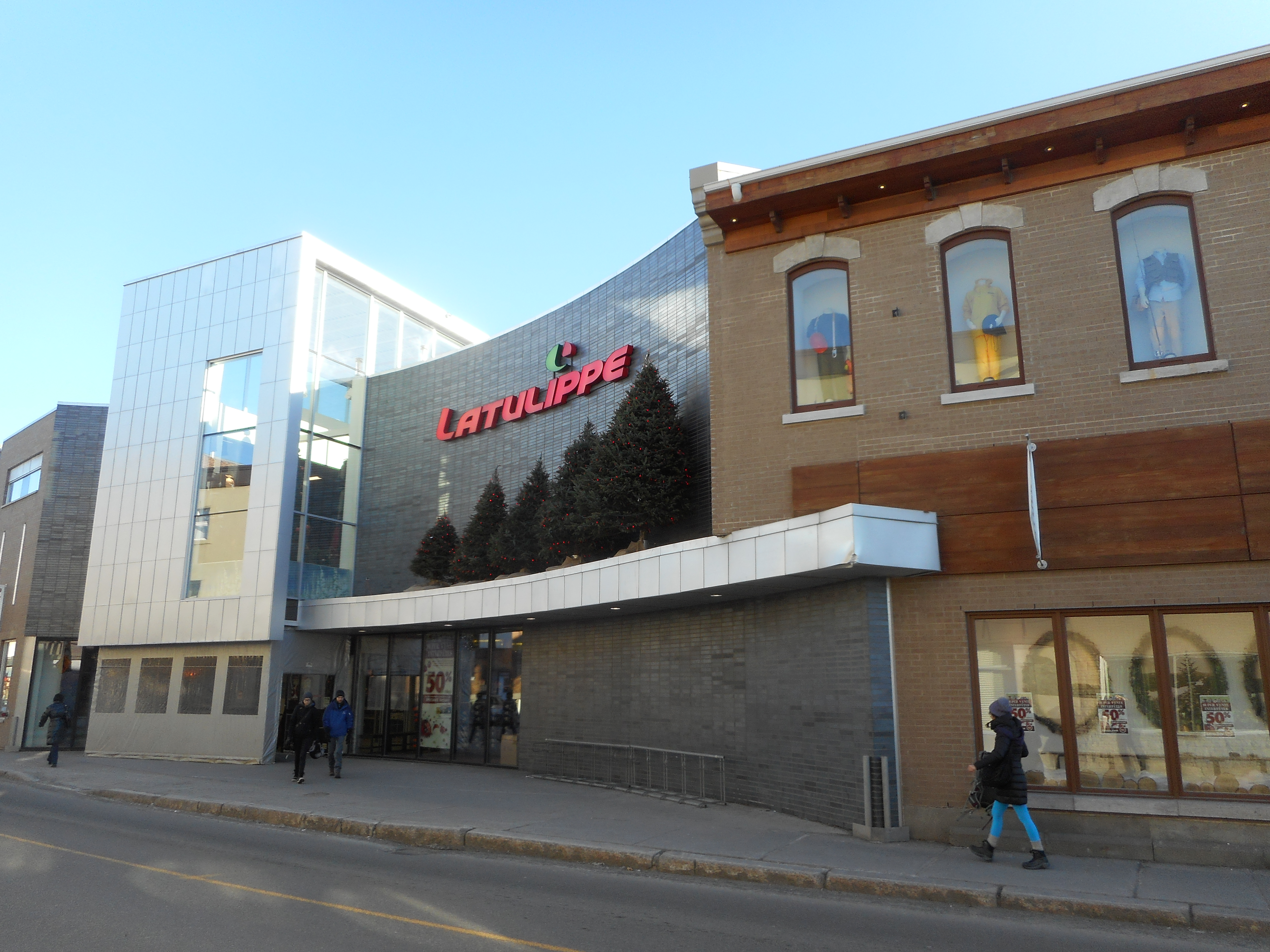
637, rue Saint-Vallier Ouest.
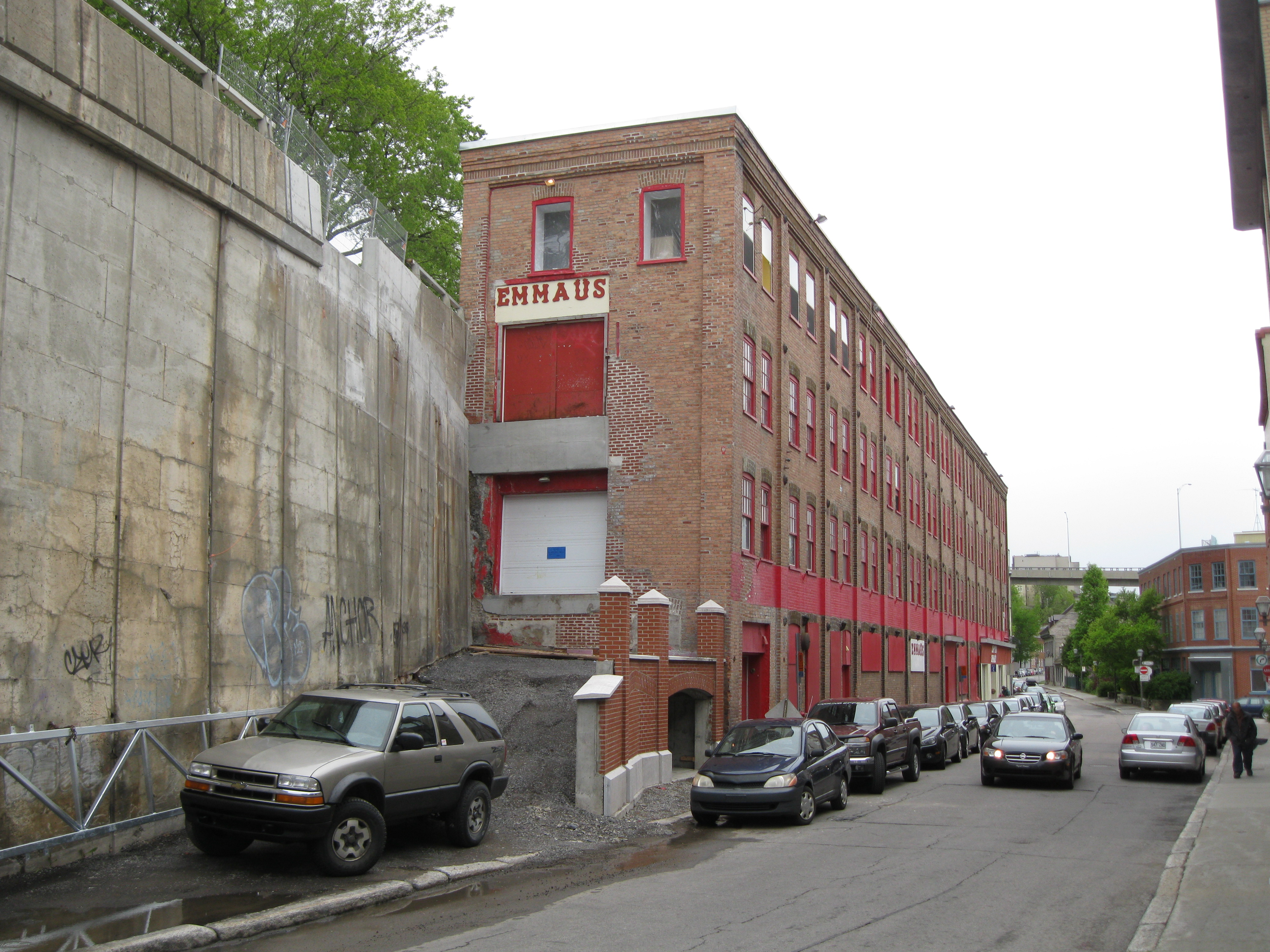
915, rue Saint-Vallier Est.

## Bâtiments remarquables et lieux de mémoire
- Le Pantoum
- Îlot Fleurie
- Cimetière Saint-Charles
- Magasin Latulippe
- Parc Durocher
- Ilot Dorchester
- Jardin Jean-Paul-L'Allier
- Îlot des Palais